# جیمز گراهام فر
جیمز گراهام فر (به انگلیسی: James Graham Fair) سناتور سابق عضو حزب دموکرات ایالات متحده آمریکا بود. وی در سال ۱۸۸۱ تا ۱۸۸۷ میلادی سناتور ایالت نوادا در سنای ایالات متحده آمریکا بود.